# Val Polcevera Coronata
Il Val Polcevera Coronata è un vino a Denominazione di Origine Controllata (sottozona della DOC Val Polcevera), prodotto nella zona di ponente del comune di Genova, e più esattamente sulle colline di Coronata e di Morego, Sestri Ponente, Fegino, Borzoli.
Di questo vino, apprezzato durante il suo soggiorno genovese, parlò Stendhal nel suo celeberrimo resoconto di viaggio intitolato Viaggio in Italia.
Il Val Polcevera Coronata si produce con le uve dei vitigni Bianchetta Genovese, Vermentino e Albarola da soli o congiuntamente per almeno il 60%; possono inoltre essere utilizzate le uve dei vitigni Pigato, Rollo e Bosco per un massimo del 40%.
Deve avere una gradazione alcolica non inferiore a 11 gradi. Va consumato entro un anno dalla vendemmia e va servito ad una temperatura tra i 10 e gli 11 gradi.

## Caratteristiche organolettiche
- colore: giallo paglierino scarico, con lievi riflessi dorati
- odore: caratteristico, delicato, decisamente intenso e persistente
- sapore: secco, vivo e delicato con una sfumatura di gusto sulfureo che ne è la caratteristica

## Abbinamenti consigliati

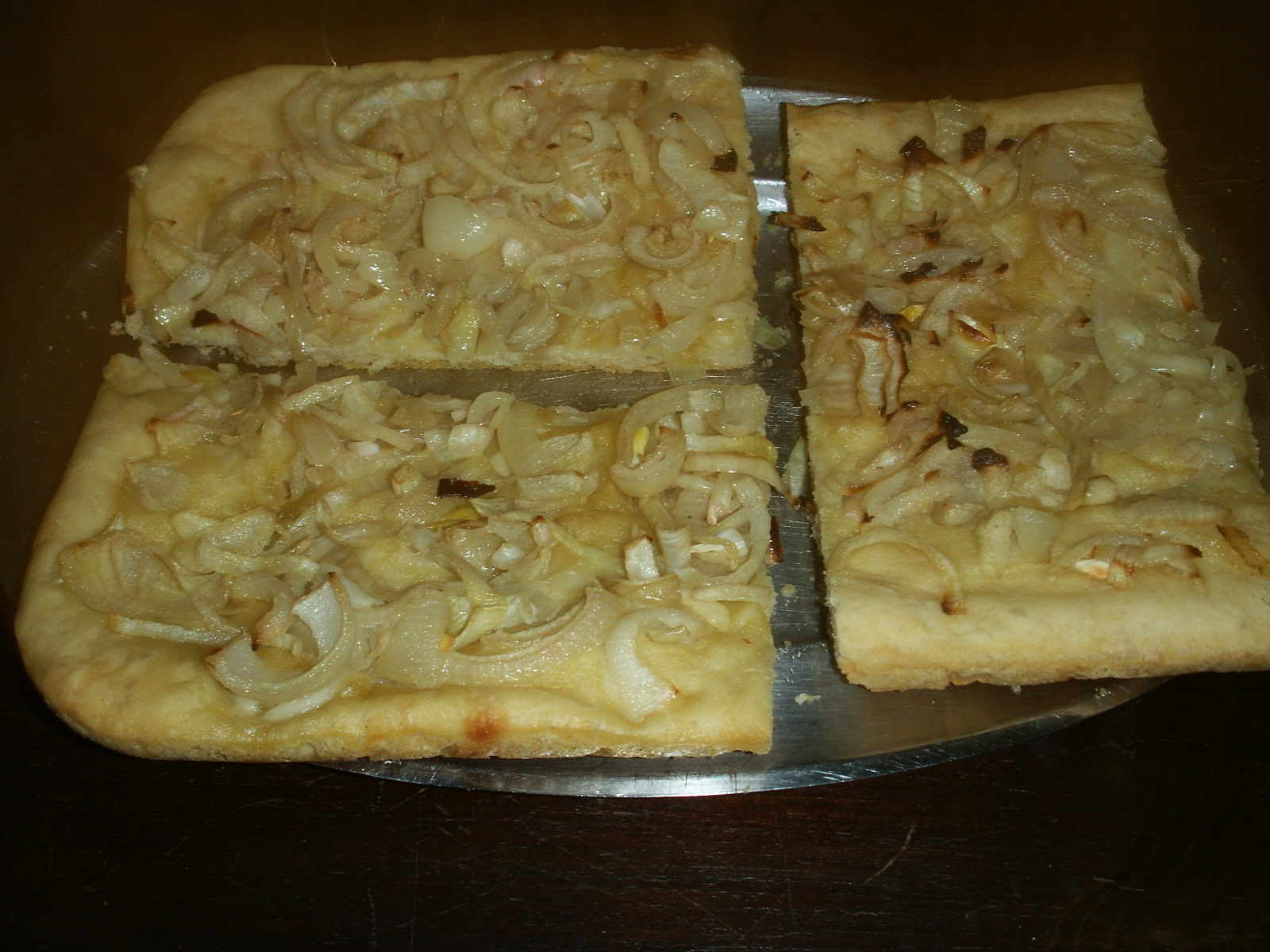
Focaccia con le cipolle

Può essere abbinato a diversi piatti della cucina ligure, dai primi (lasagne o gnocchi col pesto, pansoti col sugo di noci), alla zuppa di pesce, al polpo e al pesce, alle fritture, alla cima alla genovese, alla torta pasqualina, ed anche a molti altri piatti tipici regionali come focaccia, focaccia con le cipolle e torte salate.